# Kiyosu
Kiyosu (jap. 清須市 Kiyosu-shi) ist eine Stadt in der Präfektur Aichi in Japan, nördlich von Nagoya gelegen.

## Geographie
Kiyosu liegt nordwestlich von Nagoya.

## Geschichte
Die Stadt entstand am 7. Juli 2005 durch Fusion der drei Gemeinden Kiyosu (清洲町, -chō), Shinkawa (新川町, -chō) und Nishibiwajima (西枇杷島町, -chō). Am 1. Oktober 2009 wurde Haruhi aus dem Nishikasugai-gun eingemeindet.
Bekannt ist Kiyosu vor allem durch seine Burg. Sie wurde am Anfang der Muromachi-Zeit als „Partnerburg“ der Burg Shimozu in Inazawa gebaut. Shimozu brannte 1476 nieder, Kiyosu wurde dann das politische Zentrum der Provinz Owari (nördlicher Teil der heutigen Präfektur Aichi). 1555 zog Oda Nobunaga von Nagoya in die Burg von Kiyosu und leitete von dort zahlreiche Feldzüge. Nach seinem Tod übernahm sein zweiter Sohn Nubukatsu die Burg. Nach Ausbauten erstreckte sich das Burggelände 1586 über eine Fläche von 1,6 mal 2,8 km. 1610 verlagerte Tokugawa Ieyasu den Regierungssitz der Provinz Owari wieder zurück nach Nagoya, und die Burg von Kiyosu wurde weitgehend abgebrochen, um Nagoya aufzubauen. Bis 1613 zogen etwa 60.000 Leute von Kiyosu nach Nagoya, Kiyosu konnte eine gewisse Bedeutung als Poststationsstadt entlang der Mino-Straße (Nagoya nach Ogaki) bewahren. Die Reste der Burg von Kiyosu wurden von einem Hochwasser des Goji-Flusses 1614 zerstört.
Das heutige Gebäude der Burg von Kiyosu ist 1989 vollständig neu aufgebaut worden und beherbergt ein Museum.

## Verkehr
Kiyosu wird durch vier Bahnstrecken erschlossen. An der Meitetsu Nagoya-Hauptlinie liegt der Bahnhof Marunouchi, von dem früher die Meitetsu Kiyosu-Linie abzweigte. Am Bahnhof Biwajima zweigt die Jōhoku-Linie von der Tōkaidō-Hauptlinie ab. Außerdem ist die Stadt über die Higashi-Meihan-Autobahn sowie die Nationalstraßen 22 und 302 erreichbar. Ebenfalls von der Meitetsu Nagoya-Hauptlinie zweigt im Bahnhof Sukaguchi die Meitetsu Tsushima-Linie ab.

## Wirtschaft
Kiyosu ist Sitz des Maschinenbau- und Rüstungsunternehmens Hōwa Kōgyō.

## Töchter und Söhne der Stadt
- Akira Toriyama (1955–2024), Manga-Autor, Charakterdesigner und Drehbuchautor[1][2]

## Angrenzende Städte und Gemeinden
- Nagoya
- Inazawa
- Kitanagoya
- Ama

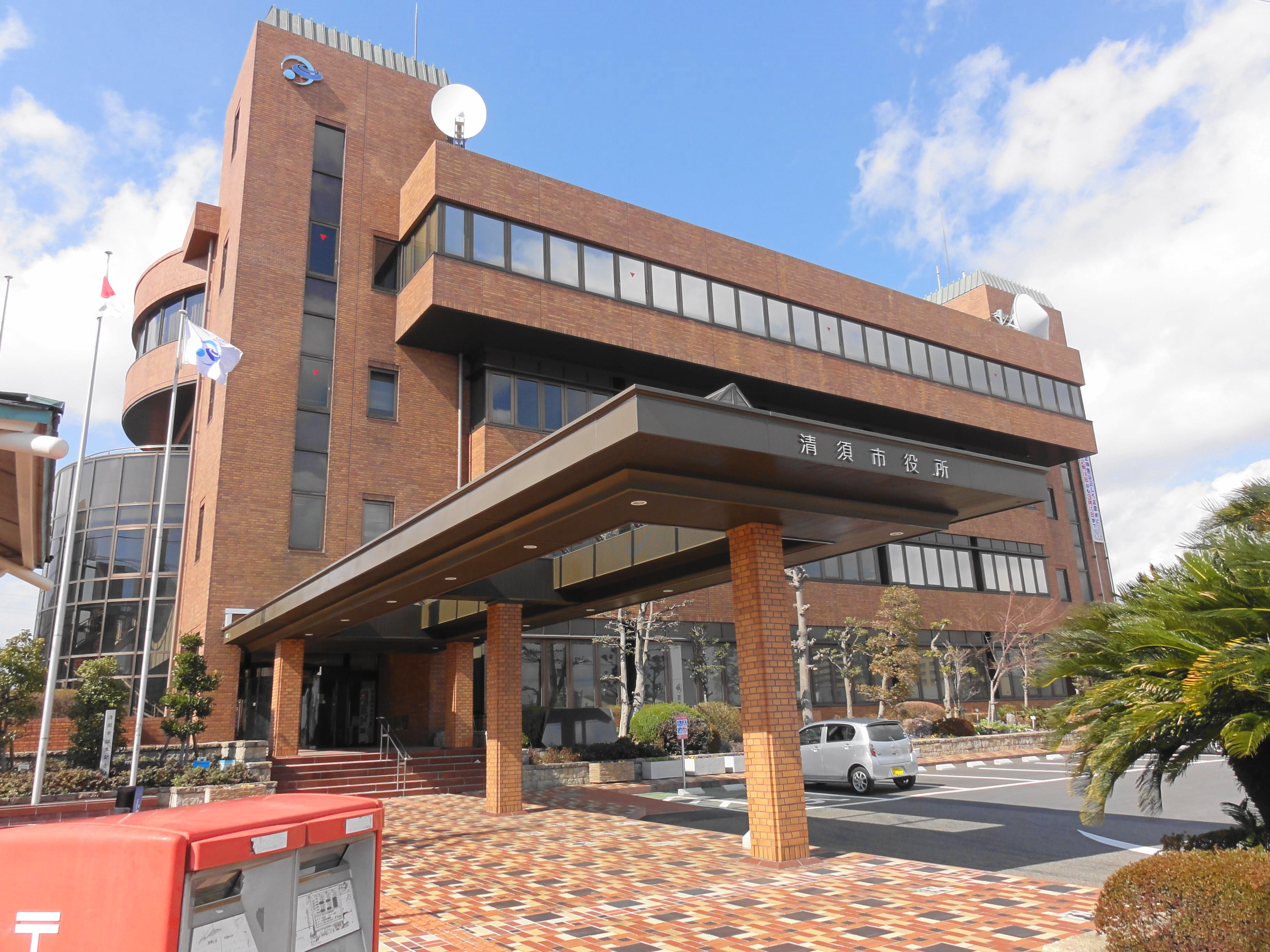
Rathaus
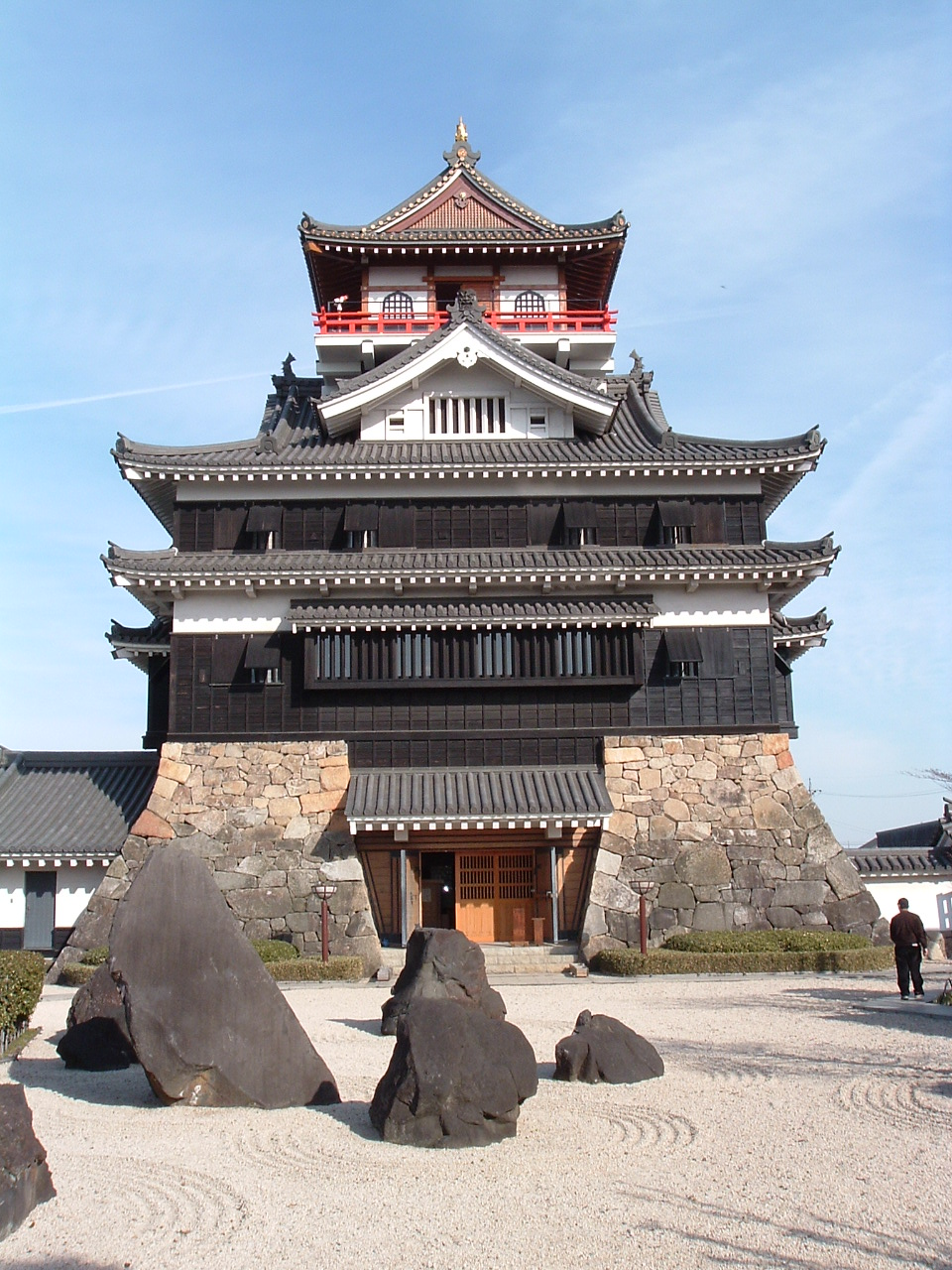
Burg Kiyosu
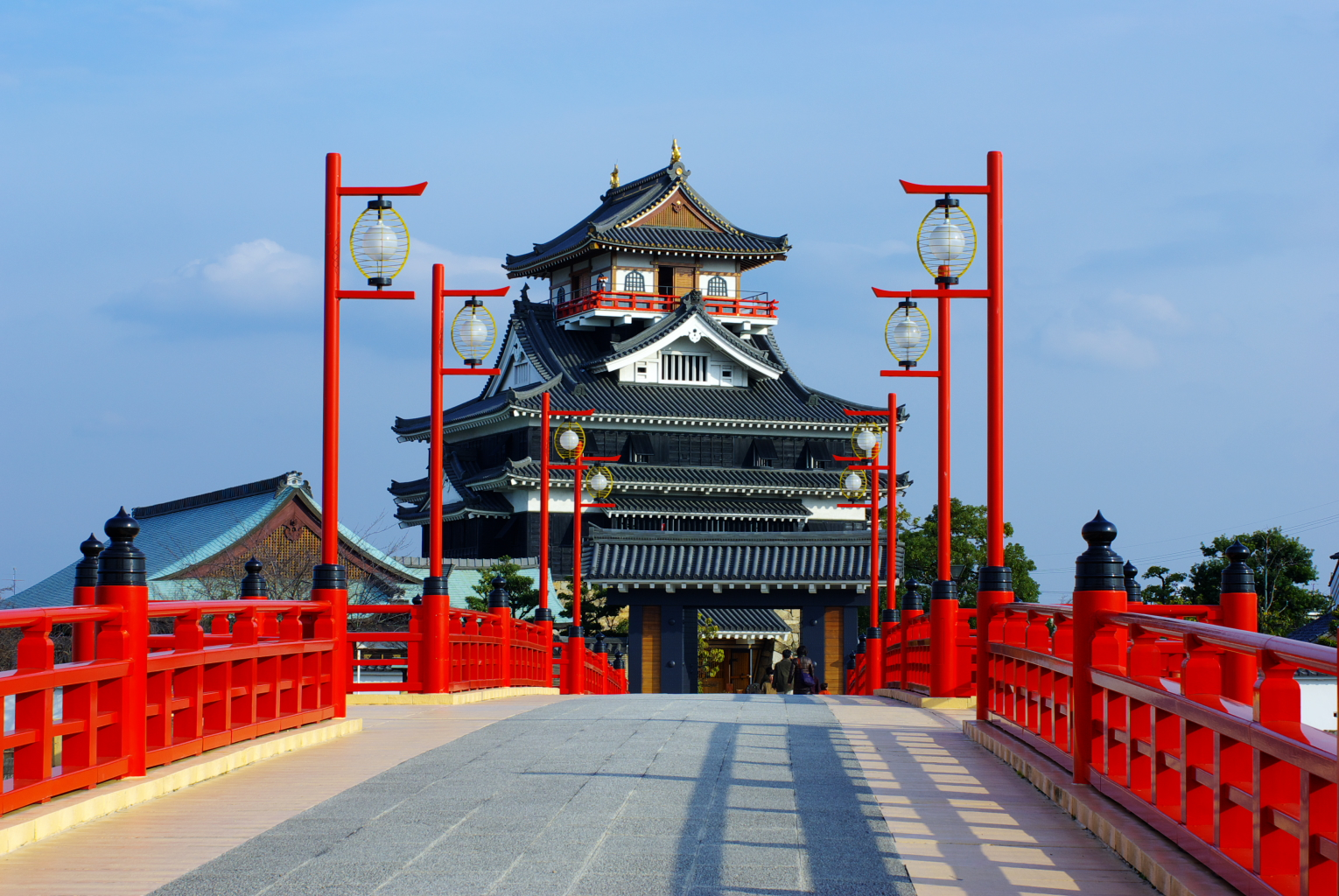
Ote-Bashi (Ote-Brücke) und Burg Kiyosu (im Hintergrund)